# Polylepis pepei
Polylepis pepei är en rosväxtart som beskrevs av B.B. Simpson. Polylepis pepei ingår i släktet Polylepis och familjen rosväxter. Inga underarter finns listade i Catalogue of Life.